# Напруження заслонення
Напруження заслонення, торсійне, пітцерівське; (англ. eclipsing strain [Pitzer strain] [torsional strain] [bond opposition strain]) — інтрамолекулярне напруження, викликане незв'язувальними взаємодіями між двома заслоненими атомами чи групами.
Воно, наприклад, спричинює наявність ротаційного бар'єра та затрудненого обертання навколо зв'язку С–С в етані.
Синоніми — пітцерівська напруження, торсійне напруження, напруження протилежних зв'язків.